# Метод долевого участия
Метод долевого участия (англ. Equity Method) — метод составления консолидированной финансовой отчётности, посредством которого доля участия в ассоциированном предприятии первоначально признается по фактической стоимости, а затем корректируется на возникшее после приобретения изменение доли участника совместного предпринимательства в чистых активах совместно контролируемого предприятия. Следует заметить, что этот метод применим исключительно для консолидации с ассоциированными компаниями.
Если инвестиция была сделана в середине отчётного периода необходимо рассчитать сумму прибыли ассоциированного предприятия на дату отчёта, которая была получена с даты получения инвестиции.
Если инвестор является учредителем ассоциированного предприятия тогда гудвилл не рассчитывается, а если акционер вошёл в капитал ассоциированной компании позже — рассчитывается.
Этот метод можно описать следующим примером: первоначальная стоимость инвестиции в ассоциированную компанию была равна 500 руб., что составляло 20 % участия в капитале, а за отчётный период ассоциированная компания получила прибыль в размере 1000 руб., так что стоимость инвестиции в балансе будет отражена в размере: 500 + 20 % * 1 000 = 700 руб., а в отчёте о прибылях и убытках будет отражена статья Доход, учтённый методом долевого участия — 20 % * 1 000 = 200 руб.
| Показатель                                      | Инвестор | Ассоциированная компания | Корректировки | Итого |
| Актив                                           | Актив    | Актив                    | Актив         | Актив |
| ----------------------------------------------- | -------- | ------------------------ | ------------- | ----- |
| Инвестиции                                      | 500      | —                        | (500)         | —     |
| Инвестиции, учтённые по методу долевого участия | —        | —                        | 700           | 700   |
| Пассив                                          |          |                          |               |       |
| Доход, учтенный методом долевого участия        | —        | 1000                     | Расчёт        | 700   |

## Регулирование метода
| МСФО                                                                              | US GAAP | РСБУ |
| --------------------------------------------------------------------------------- | --- | --- |
| IAS 28 «Инвестиции в ассоциированные компании» (англ. Investments in Associates). | - ARB-43 части 1A, 2A, Исследовательский бюллетень учёта «Сравнительные финансовые отчёты» (англ. Rules Adopted by Membership. Comparative Financial Statements); - ARB-51 Исследовательский бюллетень учёта «Консолидированная финансовая отчётность» (англ. Consolidated Financial Statements); - APB-18 Бюллетень о мнениях по учёту «Метод долевого участия для инвестиций в акционерный капитал» (англ. The Equity Method of Accounting for Investments in Common Stock); - FAS 58 Капитализация затрат по займам в финансовой отчётности, включая инвестиции, учтённые по методу долевого участия в капитале (англ. Capitalization of Interest Cost in Financial Statements That Include Investments Accounted by the Equity Method), апрель 1982. | - Приказ Минфина РФ от 30.12.1996 года № 112 «О методических рекомендациях по составлению и предоставлению сводной бухгалтерской отчётности» (ред. от 12.05.1999); - Приказ Минфина РФ от 11 августа 1999 года № 53н «Об утверждении Указаний по отражению в бухгалтерском учете и отчетности операций при исполнении соглашений о разделе продукции». |